# Rofan

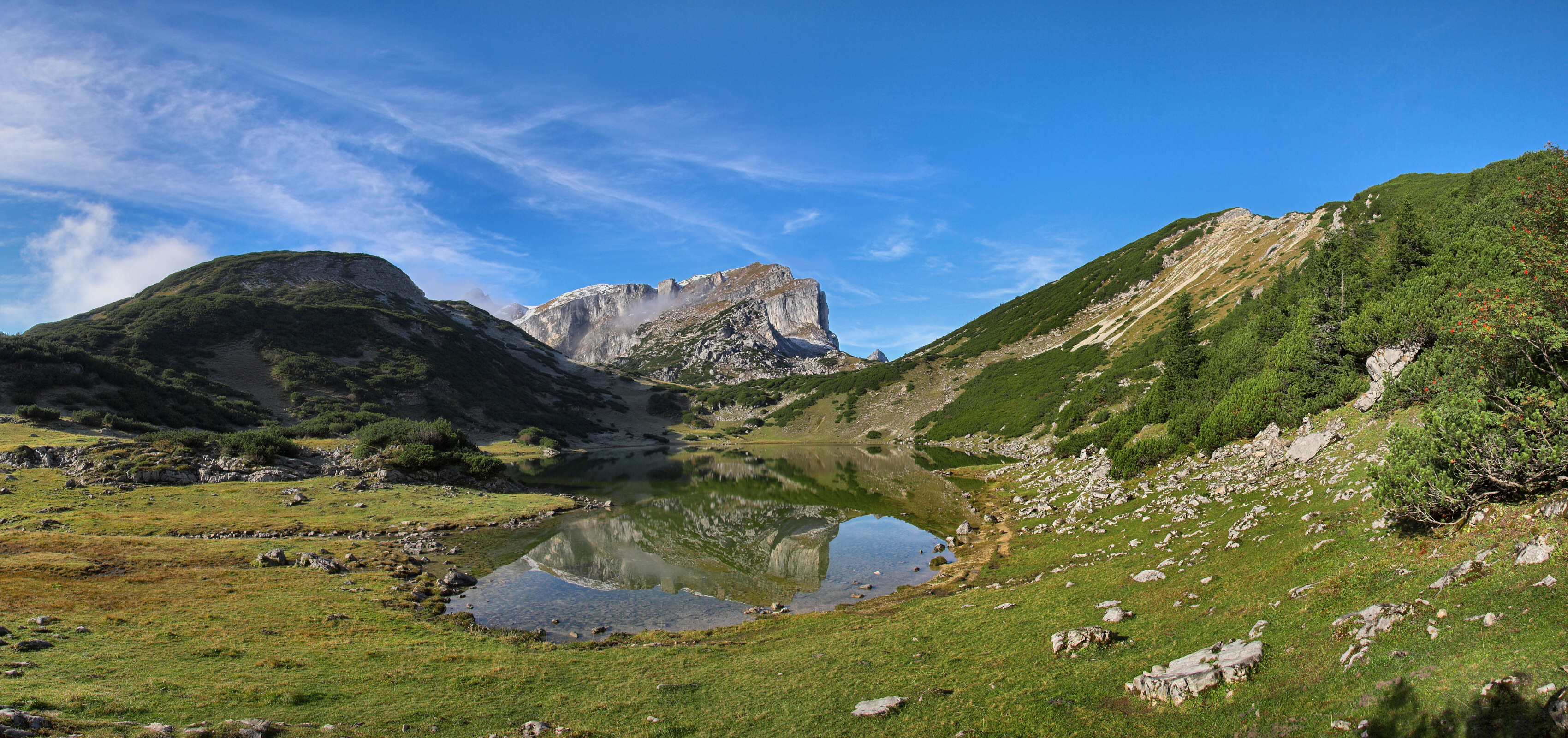
Jezero Zireiner See a vrchol Rofanspitze

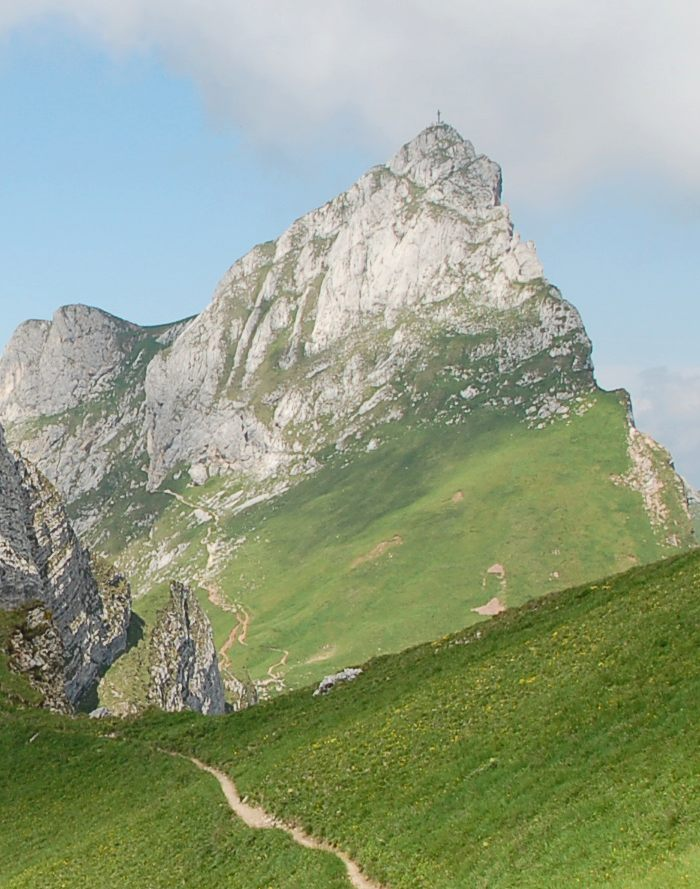
Hochiss - 2299 m n. m.

Rofan (Brandenberger Alpen) je malé, doslova kapesní vápencové pohoří na severu spolkové země Tyrolsko v Rakousku. Pohoří je většinou zalesněno, jen západní část je skalnatá. Nejvyšším vrcholem masivu je Hochiss - 2299 m n. m.

## Poloha
Pohoří Rofan zaujímá plochu 350 km². Rozkládá se mezi jezerem Achensee na západě a dlouhým údolím Innu na východě. Řeka Inn odděluje také Rofan na jihu od podstatně větších Kitzbühelských Alp. Severní hranici tvoří státní hranice s Německem, která masiv dělí od Bavorského předhůří.

## Geografie
Pohoří Rofan se dělí na tři horské skupiny. Západní částí je to divoká část Rofanstock (Hochiss, 2 299 m n. m.) a východ zaujímá nižší a lesnatější Heubergkette (Heuberg, 1 746 m n. m.). Severní částí jsou tzv. Brandenberger Alpen (Guffertspitze, 2 194 m n. m.). Tato část je někdy udávaná jako název celého pohoří. To ovšem vyvrací např. veškeré současně vydávané mapy (Kompass č.26, Freytag a Berndt č. WK151). Pohoří je díky své vápencové stavbě poměrně chudé na vodu. Přesto leží na severní straně pod vrcholem Rofanspitze pleso Zireiner See (1 799 m n. m.) a z druhé strany hory nalezneme malé jezírko Grubersee.

### Nejvyšší vrcholy
- Hochiss (2 299 m)
- Rofanspitze (2 259 m)
- Spieljoch (2 236 m)
- Dalfazer Joch (2 233 m)
- Sagzahn (2 228 m)
- Vordere Sonnwendjoch (2 224 m)
- Guffertspitze (2 194 m)
- Haiderjoch (2 192 m)
- Vordernnutz (2 078 m)
- Rotspitz (2 067 m)

## Turismus
Hlavním turistickým magnetem oblast je jistě tyrkysové jezero Achensee (Achenské jezero) ležící mezi pohořím Rofan a Karwendel. Na jezeře se využívá jako atrakce např. lodní přeprava. Z města Maurach am Achensee (970 m n. m.) vede k chatě Erfurter Hütte (1831 m n. m.) kabinková lanovka.

### Horské chaty
- Bayreuther Hütte  (1 600 m)
- Dalfazalm  (1 693 m)
- Erfurter Hütte  (1 834 m)
- Gufferthütte  (1 475 m)
- Kaiserhaus  (750 m)
- Kufsteiner Haus  (1 562 m)